# Монті Пайтон

Пайтони в 1969 році
Задній ряд: Грехем Чепмен, Ерік Айдл, Террі Гілліам.
Передній ряд: Террі Джонс, Джон Кліз, Майкл Пелін.

Монті Пайтон (англ. Monty Python) — комедійний гурт з Великої Британії, колективне ім'я авторів гумористичного шоу «Літаючий Цирк Монті Пайтона», британського телевізійного скетч-шоу, що вперше вийшло в ефір 5 жовтня 1969 року. 45 серій шоу, об'єднані в 4 сезони, складалися з окремих скетчів та сюрреалістичних анімацій Террі Гілліама, об'єднаних не загальним сюжетом, а якоюсь ідеєю, частіше абсурдною. «Літаючий цирк» не тільки зробив знаменитими учасників Монті Пайтон, але і серйозно вплинув на подальший розвиток комедійного жанру.
Надалі, Монті Пайтон переріс стадію телевізійного шоу і став цілим явищем в культурі Великої Британії. Монті Пайтон став виступати на сцені, проїхав з турами містами Великої Британії, зняв п'ять повнометражних художніх фільмів, випустив кілька альбомів, книг і мюзикл. Багато учасників трупи зробили окремо успішну кар'єру. Зокрема, Террі Гілліам працює режисером, зняв ряд відомих фільмів.
Телевізійне шоу, що транслювалося на BBC з 1969 по 1974 рік, було задумано, написано та виконано Грехемом Чепменом, Джоном Клізом, Террі Гілліамом, Еріком Айдлом, Террі Джонсом та Майклом Пеліном. Визначений як скетч-шоу «Літаючий цирк» став чимось більшим, збагативши комічний жанр злиттям стилю та вмісту.

## Учасники
- Грехем Чепмен (Graham Chapman)
- Джон Кліз (John Cleese)
- Террі Гілліам (Terry Gilliam)
- Ерік Айдл (Eric Idle)
- Террі Джонс (Terry Jones)
- Майкл Пелін (Michael Palin)

## Медіаграфія

### Телебачення
- Літаючий Цирк Монті Пайтона (англ. Monty Python's Flying Circus) (1969—1974)
- (нім. Monty Python's Fliegender Zirkus) (1972)
- (англ. Monty Python's Personal Best) (2006)

### Фільми
- 1971 — Монті Пайтон: а зараз щось зовсім інше (англ. And Now for Something Completely Different)
- 1975 — Монті Пайтон і Священний Грааль (англ. Monty Python And The Holy Grail)
- 1979 — Буття Браяна за Монті Пайтоном (англ. Monty Python’s Life of Brian)
- 1982 — Монті Пайтон в Голлівуді (англ. Monty Python Live at the Hollywood Bowl)  (Запис концерту в Голлівуді, виданий як фільм)
- 1983 — Сенс життя за Монті Пайтоном (англ. Monty Python’s The Meaning Of Life)
- 2012 — Автобіографія брехуна (англ. A Liar's Autobiography: The Untrue Story of Monty Python's Graham Chapman)

### Театр
- (англ. Monty Python's Flying Circus) (1974-1980)
- Спамалот (англ. Monty Python's Spamalot) (2005)
- (англ. Not the Messiah (He's a Very Naughty Boy)) (2007)

## Додаткові факти
За однією з версій, термін спам (SPAM) увійшов до вжитку завдяки знаменитому скетчу з однойменною назвою з шоу «Літаючий цирк Монті Пайтона» (1969). Сенс скетчу полягає у тому, що в одному кафе всі страви в меню містять «SPAM», деякі навіть декілька разів. Коли головний герой скетчу, що прийшов до кафе разом із дружиною, просить принести йому страву без «SPAM», офіціантка пропонує йому страву з «невеликою кількістю SPAMy». Відвідувач обурюється, і хор вікінгів, що сидять за сусідніми столиками, починає співати хвалебну пісню «SPAMy», після чого скетч занурюється в хаос. Наприкінці скетчу дружина героя вигукує: «I don’t like spam!» («Я не люблю SPAM»!). У титрах до імен дійових осіб також було додано слово «SPAM». У цілому це слово згадується в скетчі понад сто разів.
Назву мови програмування Python також запозичено з шоу «Літаючий цирк Монті Пайтона», прихильником якого був розробник мови Гвідо ван Россум.
На честь колективу названо астероїд 13681 Монті Пайтон.